# Wójcice (Otmuchów)
Wójcice (niem. Woitz) – część miasta Otmuchów w Polsce położona w województwie opolskim, w powiecie nyskim, w gminie Otmuchów.
Wieś Wójcice przyłączono do miasta 1 stycznia 2018.
W latach 1975–1998 miejscowość należała administracyjnie do województwa opolskiego.

## Położenie geograficzne i administracyjne
Miejscowość położona jest w granicach administracyjnych gminy Otmuchów, na terenie powiatu nyskiego na Przedgórzu Sudeckim, w Obniżeniu Otmuchowskim, w południowej części województwa opolskiego nad Nysą Kłodzką między sztucznymi zbiornikami wodnymi: Jeziorem Nyskim i Jeziorem Otmuchowskim, przy drodze krajowej nr 46, która na tym odcinku łączy także Górny Śląsk z ziemią kłodzką.
Wójcice położone są w paśmie wzniesień przebiegających na północ od Nysy do Otmuchowa, tzw. Pagórów Otmuchowsko-Nyskich pozostałych po zlodowaceniu środkowopolskim.
Ogólna powierzchnia Wójcic wynosi 1011,20 ha w tym:
- lasy 9,08 ha,
- pastwiska 6,50 ha,
- łąki 21,35 ha,
- grunty orne 508 ha,
- wody płynące 388 ha,
- użytki kopalne 24 ha,
- grunty pozostałe 54,35 ha.

Dominującym utworem glebowym w Wójcicach są piaski gliniaste lekkie, co jest jednym z atutów wpływających na możliwości rozwojowe wsi, albowiem występują tu znaczne, udokumentowane zasoby surowców mineralnych, a w szczególności kruszyw naturalnych i budowlanych. W południowej części wsi znajdują się zakłady eksploatacji kruszywa naturalnego.
Miejscowość Wójcice charakteryzuje się zróżnicowanymi warunkami mikroklimatycznymi, co związane jest ze zróżnicowaniem rzeźby terenu i obecnością wielkopowierzchniowych ekosystemów wodnych. Wyróżnikiem wioski jest bliskość Jeziora Nyskiego, które jest miejscem gniazdowania wielu gatunków ptaków (bączka, cyranki, remiza, dziwonii, mewy czarnogłowej), jak również odpoczynku w okresie wiosennym i jesiennym licznych gatunków przelotnych ptaków wodnych i błotnych, między innymi dzikich kaczek i gęsi. Z uwagi na występowanie rzadkich gatunków ptaków jezioro uznawane jest za ostoję ptactwa wodnego o randze europejskiej. Stwierdzono tu obecność rzadkich gatunków ptaków takich jak: ostrygojad, brodziec pławny, czajka towarzyska. Na północ od wsi, w ścianie piaskowni, występuje kolonia jaskółki brzegówki. Wody jeziora są bogate w sandacze, okonie, sumy i szczupaki.
Szczególnie cennym okazem flory, uznanym przez Wojewódzkiego Konserwatora Przyrody za pomnik przyrody, jest dąb szypułkowy rosnący niedaleko jeziora. Całą okolicę jeziora objęto ochroną prawną w formie Obszaru Chronionego Krajobrazu „Otmuchowsko-Nyskiego” oraz zaliczono ją do obszarów, które spełniają kryteria ostoi przyrody sieci Natura 2000.
Z brzegów jeziora rozciąga się widok na pobliskie Góry Opawskie, Jesionki z Pradziadem, Góry Złote i Bardzkie ze Śnieżnikiem. Przez miejscowość przebiega trasa rowerowa, która prowadzi od Nysy do Otmuchowa i dalej, a szlak ten nazywa się: „Rowerem wokół Jeziora Nyskiego”.
W Wójcicach jest 236 budynków mieszkalnych, w których mieszka 848 osób. Pod względem układu przestrzennego jest to typowa ulicówka, ze zwartą zabudową po obu stronach dwóch, biegnących przez całą miejscowość dróg, oraz rozbudowującymi się na obrzeżach nowymi osiedlami.
W centrum wsi znajdują się najważniejsze obiekty użyteczności publicznej takie jak: szkoła, przedszkole, kościół, sklepy, remiza strażacka, sala sportowa, park wiejski.

## Nazwa
W księdze łacińskiej Liber fundationis episcopatus Vratislaviensis (pol. Księga uposażeń biskupstwa wrocławskiego) spisanej za czasów biskupa Henryka z Wierzbna w latach 1295–1305 miejscowość wymieniona jest w zlatynizowanych formach Woyczicz oraz Woysczicz w szeregu wsi w rejonie Otmuchowa lokowanych na prawie polskim iure polonico.
Zapisane w języku łacińskim nazwy Woyczicz oraz Woysczicz są zniekształceniem staropolskiego słowiańskiego imienia jej założyciela Wojciecha. Imię to składa się z dwóch członów woj – wojownik oraz ciech – cieszyć się i oznacza „ten, któremu walka sprawia radość”. Zgermanizowana forma nazwy polskiej niemiecka nazwa Woitz wywodzi się od zdrobniałego derywatu imienia Wojciech – Wojtek oraz pochodnych tego imienia w języku niemieckim jak: Woitke, Witke, Voitke, Voytke, Woytke, Vogtke, Wogtke, Woetke, Wötke oraz Woyzeck. Miejscowość została wymieniona w dokumencie wydanym w 1332 roku w Otmuchowie w staropolskiej formie Woytycz wymieniając Mikołaja z Wójcic.
Polską nazwę Wojciechowo na nazwę miejscowości oraz niemiecką Woitz wymienia w 1896 roku śląski pisarz Konstanty Damrot w książce o nazewnictwie miejscowym na Śląsku. Damrot w swojej książce wymienia również starsze nazwy z łacińskich dokumentów Woyticz z 1145 oraz czeską wersję Wojtice.
Słownik geograficzny Królestwa Polskiego wydany w latach 1880–1902 notuje nazwę wsi pod polskimi nazwami Wojcice i wcześniejszą z 1418 Woyczycz oraz niemiecką Woitz.
W okresie hitlerowskiego reżimu w latach 1936–1945 nazwę miejscowości zmieniono na całkowicie niemiecką Eichenau O.S.

## Historia

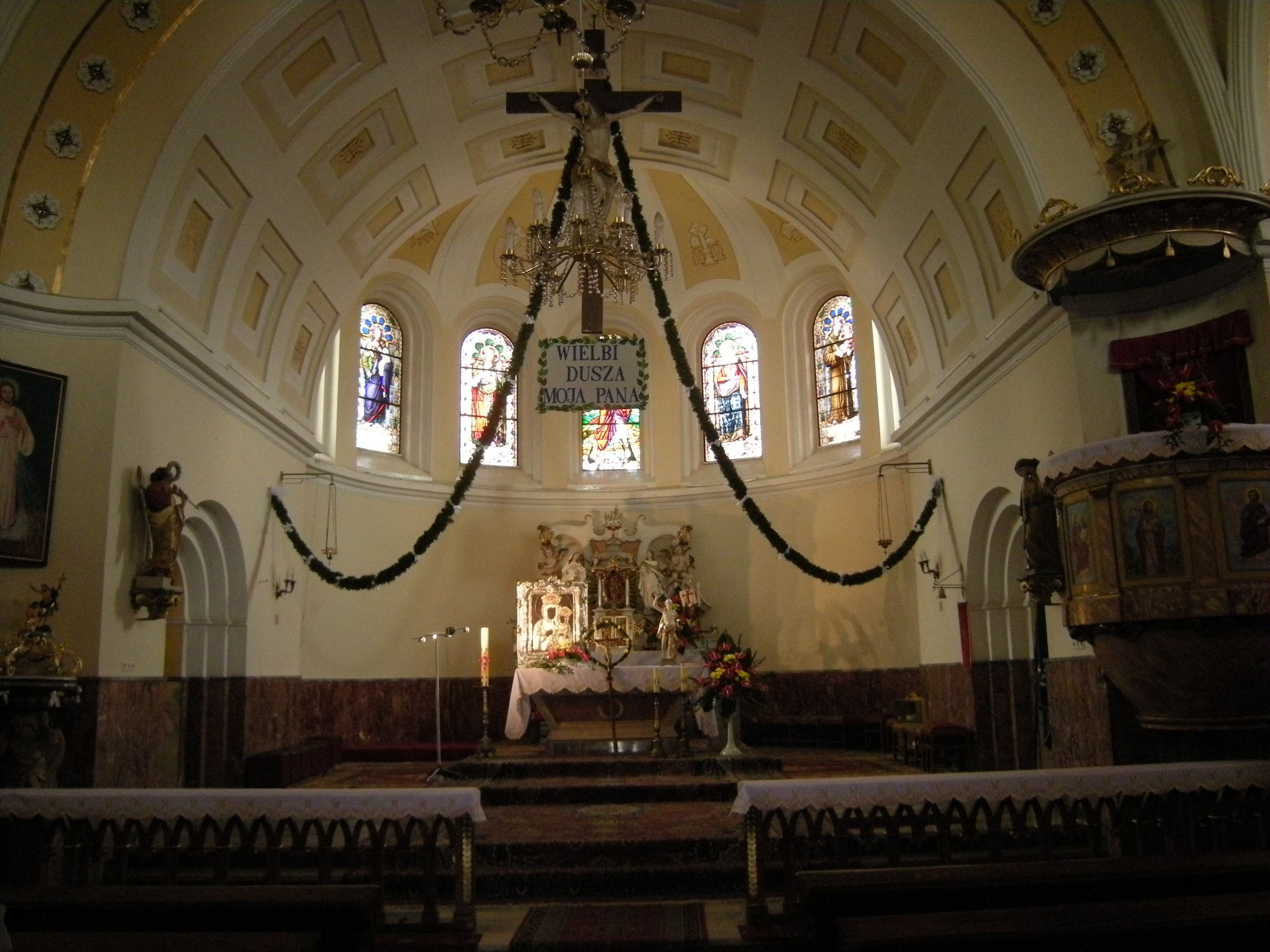
Wnętrze kościoła w Wójcicach

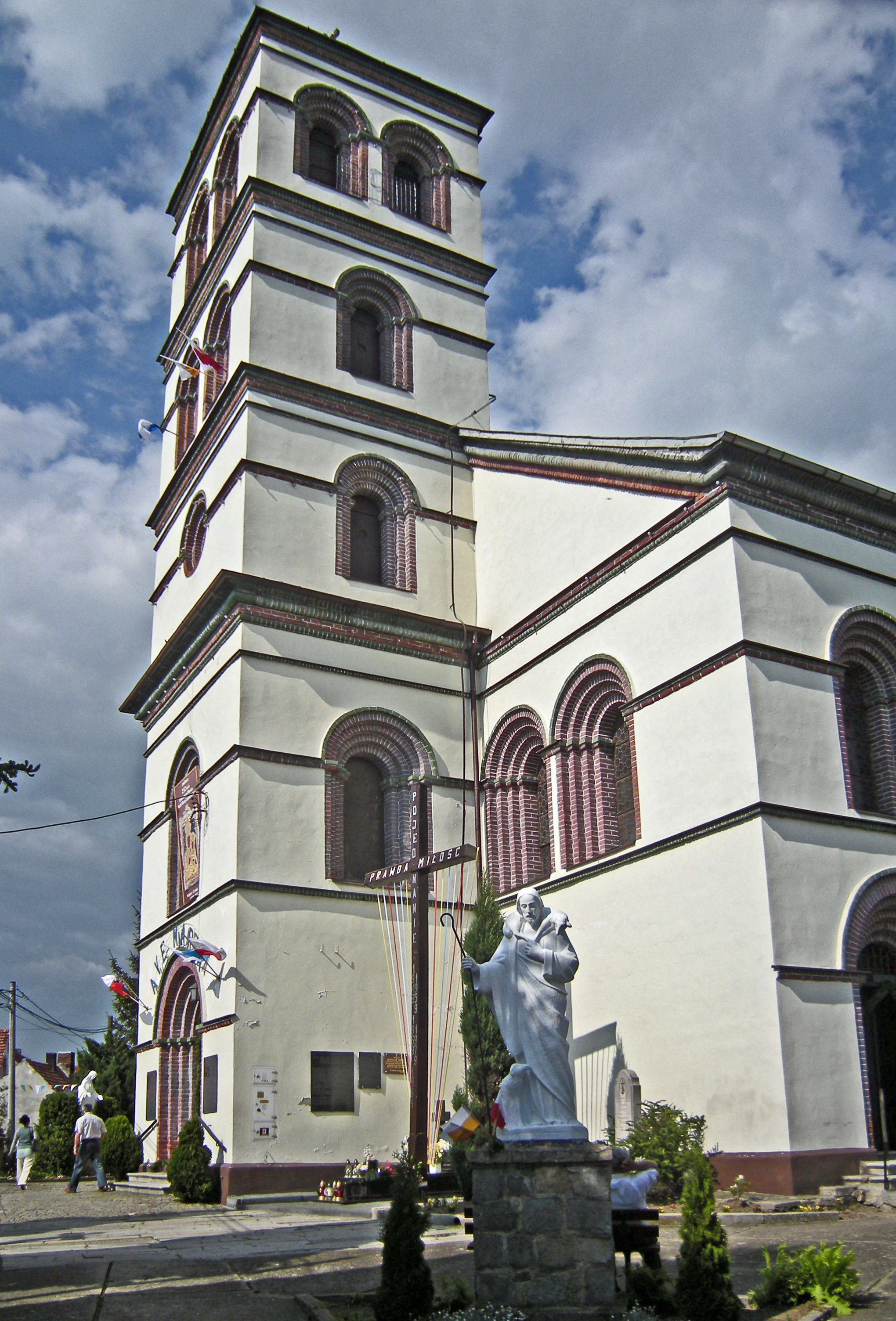
Kościół w Wójcicach

Według źródeł historycznych Wójcice założone zostały w XIII w. (lata 1240–1260), ale już w 600 roku znajdowały się na tych terenach małe grupy pochodzenia słowiańskiego, które napłynęły ze wschodu jako myśliwi, rybacy, zbieracze. W 1155 r. papież Hadrian IV potwierdza przynależność Kasztelanii Otmuchów, do której należała osada Woitz – Wójcice, do biskupstwa wrocławskiego.
15 czerwca 1495 r. biskup wrocławski Jan Roth nakazał urzędowo, aby mieszkańcy, którzy jeszcze używają języka polskiego nauczyli się w ciągu pięciu lat języka niemieckiego. Zarządzenie germanizacyjne głosiło: (...) surowy nakaz i zarządzenie dla mieszkańców i chłopów całej gminy Wójcice, należącej do zamku wokół i przy Otmuchowie położonej (...) ażeby używały niemieckiego języka i trzymały się go. Dotąd bowiem używają one prawie wyłącznie obcej, polskiej mowy i dlatego nie mogą przedstawić swoich potrzeb i porozumiewać się z naszymi urzędnikami inaczej jak przez tłumaczy (...) Zarządził książęca mość łaskawość tymże wójciczanom, którzy mówią po polsku i dotychczas posługują się językiem polskim, ażeby w ciągu najbliższych 5 lat nauczyli się i używali języka niemieckiego, powstrzymywali się od polskiego i nie postępowali inaczej.
Podczas wojny trzydziestoletniej osada Wójcice uległa zniszczeniu, zachował się jedynie stary kościół. 
Od końca XVIII w. wieś posiadała pieczęć gminną, na której wizerunku przedstawiono serce, z którego wierzchołka wyrastają trzy kwiaty,  po lewej stronie serca – kosa,  po prawej – cep. Na kolejnej pieczęci wizerunek przedstawiał snop zboża, po lewej stronie snopa sierp, po prawej – cep . W 1826 roku zaczęto budowę szkoły na terenie tzw. „ogrodu przykościelnego”. W następnym czterdziestoleciu Wójcice dopadały klęski epidemii cholery i powodzi z powodu wylewania Nysy Kłodzkiej w 1829 r. oraz cztery razy w 1860 r. Z tego powodu, rok później rozpoczęto prace nad regulacją rzeki Nysy.
W 1876 r. mieszkańcy wsi angażują się w budowę linii kolejowej, a 1.05.1901 r. zostaje otwarta osobowa stacja kolejowa. W tym czasie funkcjonuje już cukrownia w Otmuchowie i pierwszy bank (1880 r.). W 1906 r. w osobnym pomieszczeniu wydzielonym z gospody wiejskiej zaczyna swoją działalność poczta. W 1919 r. otworzono mleczarnię, a dwa lata później wieś została zelektryfikowana, w 1923 r. założono jednostkę Ochotniczej Straży Pożarnej. Miejscowość liczyła wtedy 275 domów mieszkalnych i 1021 mieszkańców.
Po zakończeniu działań wojennych, na skutek rozpętanej i przegranej przez Niemców II wojny światowej i umów międzynarodowych wieś znalazła się w granicach państwa polskiego. Tutejsi Niemcy wyjechali do Niemiec, a przybyli przesiedleńcy z miejscowości Łopatyn (dawne województwo tarnopolskie). Przywieźli oni ze sobą słynący cudami obraz Matki Boskiej Łopatyńskiej. Obecnie znajduje się on w miejscowym kościele.

### Zabytki, architektura
Do wojewódzkiego rejestru zabytków wpisane są:
- kościół parafialny pw. św. Andrzeja, z l. 1816–1818 według projektu Karla Friedricha Schinkla ówcześnie jednemu z najwybitniejszych architektów[16]. W latach 1293–1302 wybudowany został pierwszy kościół pw. św. Andrzeja. W 1426 roku husyci najechali Nysę, a idąc w kierunku Kłodzka zniszczyli kościół w Wójcicach, zdobyli miasto i zamek Otmuchów. Na początku XIX w. społeczność Wójcic rozpoczęła budowę nowego kościoła, który poświęcono w 1825 roku. Przedmiotem kultu mieszkańców Wójcic, i nie tylko, jest liczący 250 lat, łaskami słynący Obraz Matki Boskiej Łopatyńskiej znajdujący się w miejscowym kościele. Najważniejszym świętem parafii jest odpust odbywający się 15 sierpnia, na który rokrocznie przybywają pielgrzymki z kraju i zagranicy. W maju 2009 roku odbyły się uroczystości związane z 250-leciem intronizacji tego obrazu.
  - cmentarz, z poł. XIX w.
  - ogrodzenie
- dom nr 32, z XIX w.
- dom nr 87, z XIX w.
- dom z kapliczką nr 140, z poł. XIX w.
- dom nr 145, z XIX w.

inne zabytki:
- kilka zabytkowych kapliczek oraz figura św. Jadwigi znajdują się na terenie miejscowości.

Miejscowość charakteryzuje się różnorodnością zabudowy, bowiem znajdują się w niej przedwojenne, rodzinne zabudowania mieszkalno-gospodarcze, jak również współczesne o zróżnicowanym stylu domy willowe.

## Przemysł
W Wójcicach zlokalizowana jest kopalnia surowców mineralnych, która eksploatuje złoża położone na dnie zbiornika retencyjnego Jezioro Nyskie, usytuowanego w pradolinie rzeki Nysa Kłodzka.

## Zespół Szkolno-Przedszkolny
W Wójcicach znajduje się szkoła podstawowa i przedszkole tworzące Zespół Szkolno-Przedszkolny, który swoją siedzibę ma w budynku dawnej szkoły podstawowej, wybudowanym w 1826 r. W 1945 r. budynek ten, prawie nienaruszony działaniami wojennymi, przejęły władze polskie. Naukę szkolną rozpoczęło wówczas 150 uczniów.

## Ochotnicza Straż Pożarna
Ochotnicza Straż Pożarna działa od 1946 r. W 1970 r. wybudowano nową remizę strażacką, w której znalazła się również sala przeznaczona na zebrania, szkolenia, a także na imprezy towarzyskie. W 1979 roku drużyna z Wójcic wraz z trenerem Marianem Janczym reprezentowała Polskę na III Międzynarodowych Zawodach Młodych Strażaków, które odbywały się w Soczi nad Morzem Czarnym – zdobyła tam I miejsce. Również w 1982 roku strażacy z Wójcic brali udział w Międzynarodowych Zawodach Młodych Pożarników odbywających się w Czechosłowacji.
W maju 2008 roku OSP Wójcice została wcielona do krajowego systemu ratowniczo-gaśniczego.

## LZS Wójcice
We wsi działa Ludowy Zespół Sportowy Wójcice; drużyna piłki nożnej gra obecnie w klasie A. Największymi sukcesami zespołu była kilkukrotna gra w klasie A oraz występ w finale pucharu polski na szczeblu okręgowym. Barwy zespołu to czerwono-czarne. Działa również drużyna juniorów, grająca w klasie A.